# US Open de 1999
O US Open de 1999 foi um torneio de tênis disputado nas quadras duras do USTA Billie Jean King National Tennis Center, no Flushing Meadows-Corona Park, no distrito do Queens, em Nova York, nos Estados Unidos, entre 30 de agosto e 12 de setembro. Corresponde à 32ª edição da era aberta e à 119ª de todos os tempos.

## Finais

### Profissional
| Categoria | Evento    | Campeã(s)(o/ões)               | Vice-campeã(s)(o/ões)        | Resultado               | Chave(s)  | Chave(s)       |
| --------- | --------- | ------------------------------ | ---------------------------- | ----------------------- | --------- | -------------- |
| Simples   | Masculino | Andre Agassi                   | Todd Martin                  | 6–4, 6–7, 6–7, 6–3, 6–2 | principal | qualificatório |
| Simples   | Feminino  | Serena Williams                | Martina Hingis               | 6–3, 7–64               | principal | qualificatório |
| Duplas    | Masculino | Sébastien Lareau Alex O'Brien  | Mahesh Bhupathi Leander Paes | 7–6, 6–4                | principal | principal      |
| Duplas    | Feminino  | Serena Williams Venus Williams | Chanda Rubin Sandrine Testud | 4–6, 6–1, 6–4           | principal | principal      |
| Duplas    | Misto     | Ai Sugiyama Mahesh Bhupathi    | Kimberly Po Donald Johnson   | 6–4, 6–4                | principal | principal      |

### Juvenil
| Categoria | Evento    | Campeã(s)(o/ões)                | Vice-campeã(s)(o/ões)              | Resultado     | Chave(s)  | Chave(s)       |
| --------- | --------- | ------------------------------- | ---------------------------------- | ------------- | --------- | -------------- |
| Simples   | Masculino | Jarkko Nieminen                 | Kristian Pless                     | 6–7, 6–3, 6–4 | principal | qualificatório |
| Simples   | Feminino  | Lina Krasnoroutskaya            | Nadia Petrova                      | 6–3, 6–2      | principal | qualificatório |
| Duplas    | Masculino | Julien Benneteau Nicolas Mahut  | Tres Davis Alberto Francis         | 6–4, 3–6, 6–1 | principal | principal      |
| Duplas    | Feminino  | Dája Bedáňová Iroda Tylyaganova | Galina Fokina Lina Krasnoroutskaya | 6–3, 6–4      | principal | principal      |